# Helmckenwaterval
De Helmckenwaterval is een waterval in de Murtlerivier in het Wells Gray Provincial Park tussen Jasper en Kamloops in de provincie Brits-Columbia, aan de westkust van Canada.
De waterval valt op een hoogte van 141 meter van het Murtleplateau naar beneden, waarmee de waterval de vierde hoogste van Canada is. Het Murtleplateau bestaat uit lagen sedimentair stollingsgesteente en werd in de laatste ijstijd overstroomd waardoor ruwe wanden aan de oever van de Murtlerivier ontstonden.
Het streven om de waterval te beschermen was een van de belangrijkste factoren voor het ontstaan van het beboste natuurpark, dat een onderkomen biedt voor onder meer de Amerikaanse zwarte beer. Een andere factor is de vulkanische ondergrond.
De waterval werd genoemd naar de arts John Sebastian Helmcken, die in opdracht van de Hudson's Bay Company in Brits-Columbia werkte en meehielp het land van de Canadese Confederatie met elkaar te verbinden. Zelf heeft hij de waterval nooit gezien.